# Žabokreky nad Nitrou
Žabokreky nad Nitrou este o comună slovacă, aflată în districtul Partizánske din regiunea Trenčín. Localitatea se află la altitudinea de 192 m deasupra n.m., se întinde pe o suprafață de 6,98 km2 și în 2017 număra 1.724 de locuitori. Se învecinează cu comuna Ostratice.

## Istoric
Localitatea Žabokreky nad Nitrou este atestată documentar din 1291.

## Demografie
| An:                | 1994 | 2004   | 2014   | 2024   |
| ------------------ | ---- | ------ | ------ | ------ |
| Număr de persoane: | 1633 | 1658   | 1686   | 1710   |
| Diferență:         |      | +1,53% | +1,68% | +1,42% |

| An:                | 2023 | 2024   |
| ------------------ | ---- | ------ |
| Număr de persoane: | 1703 | 1710   |
| Diferență:         |      | +0,41% |